# 川棚町
川棚町（日语：／ Kawatana chō */?）是位于日本長崎縣中部的城鎮，屬東彼杵郡。

## 歷史
在第二次世界大戰期間，日本海軍曾在此設置川棚海軍工廠，帶動地方的發展及人口的迅速增加。

### 年表
- 1889年4月1日：實施町村制，設置川棚村。
- 1934年11月3日：改制為川棚町。[1]

## 交通

### 鐵路
- 九州旅客鐵道
  - 大村線：小串鄉車站 - 川棚車站

## 教育

### 高等學校
- 長崎縣立川棚高等學校

## 外部連結
- （日語） 川棚町觀光協會 （页面存档备份，存于）